# K pramenům Počátek
K pramenům Počátek je naučná stezka spojující toto město a Jihlávku s prameny mezi nimi ležícími. Její celková délka je cca 7,5 km a na trase se nachází 5 zastavení.

## Vedení trasy
Naučná stezka začíná v Počátkách na Palackého náměstí, odkud vede nejprve Lázeňskou ulicí a posléze lesní silničkou, spolu s NS Otokara Březiny, do Svaté Kateřiny. Ze Svaté Kateřiny obě NS pokračují do Jihlávky, ale tady tato NS odbočuje doprava a po silnici se vrací směrem na Počátky. Asi 800 metrů od Jihlávky směřuje doprava odbočka k prameni řeky Jihlavy. Po silnici NS vede až ke kříží, kde odbočuje doprava ke Svaté Kateřině, před níž se rozdvojuje. Část doprava končí ve Svaté Kateřině, cesta doleva pokračuje okolo pramenů sv. Vojtěcha a sv. Markéty s kapličkami zpět do Počátek.

## Zastavení
- Kostel sv. Kateřiny
- Pramen sv. Kateřiny
- Pramen Jihlavy
- Pramen sv. Vojtěcha
- Pramen sv. Markéty